# Gisela Wild
Gisela Wild (nacida Gisela Ivanna Wild en Río Gallegos, provincia de Santa Cruz, el 15 de enero de 1978) es una dirigente política y conferencista argentina con especialización en Economía Social, Cooperativismo y Género. Feminista y pionera en el abordaje de la perspectiva y equidad de género dentro del movimiento cooperativo en la región. Asumió el cargo de Secretaria del Comité Regional de Equidad de Género de la Alianza Cooperativa Internacional en septiembre de 2015. Es presidenta del Comité de Equidad de Género de COOPERAR -Confederación Cooperativa de la República Argentina- desde febrero de 2015. Es asimismo presidenta de la Cooperativa Eléctrica Ibarlucea Ltda. desde mayo de 2015. Wild es Diplomada de la ONU Mujeres Training Centre.

## Biografía

### Familia
Es hija de Carlos Pablo Wild, santacruceño, empleado estatal de Luz y Fuerza y de Elma Camposano, una docente catamarqueña. Se encuentra casada con Ariel Furrer desde el año 2004, y tiene tres hijos: Santiago León, Agustín Santos y Carmen Eva.

### Infancia
Su infancia transcurrió en el barrio YCF (Yacimientos Carboníferos Fiscales). Su abuelo Adolfo Wild fue uno de los pioneros del yacimiento carbonífero de la zona y es por ello que en el barrio había una calle con su nombre. Fue en esta calle en la que por casualidad los padres de Gisela terminaron teniendo su casa familiar, exactamente en el Pasaje Adolfo Wild casa 29.[cita requerida]

### Adolescencia
Sus primeras experiencias de compromiso con la comunidad y de militancia fueron desde la iglesia católica, desempeñando la labor de catequista desde los 14 años. Si bien en los años siguientes se alejó de esta actividad, esta experiencia fue el primer escalón en su camino de compromiso con las tareas sociales. En el año 1997, con 19 años, se trasladó a Rosario para estudiar Relaciones Internacionales, carrera que más tarde sustituyó por la de Licenciatura en Administración Pública en la Facultad de Ciencias Políticas y Relaciones Internacionales, en la Universidad Nacional de Rosario.[cita requerida]

### Edad adulta
A la edad de 21 años se acercó a un grupo de estudiantes que realizaban tareas sociales: trabajo barrial, apoyo escolar, y copa de leche, en momentos en que los barrios humildes de Rosario experimentaban complejos niveles de inclusión. Allí conoció a quien más tarde sería su esposo, Ariel Furrer, junto a él y otros amigos fundó un grupo denominado El Engrudo con el que generaron distintas iniciativas socioculturales.[cita requerida]
En el 2007 se acercó a la cooperativa eléctrica local con un proyecto cultural relacionado con sus estudios de piano, una orquesta infantil. Desde ese momento incorporó a su vida el cooperativismo como doctrina y ocupó distintos puestos en el Consejo de Administración de dicha cooperativa hasta llegar a ser vicepresidente en mayo de 2015. Desde mayo de 2018 se convirtió en presidenta de esta institución, la Cooperativa Eléctrica Ibarlucea Ltda.
En el año 2009 fue nombrada Asesora de la Comisión de Cultura de la Cámara de Diputados de la Provincia de Santa Fe, cargo que mantuvo hasta el  año 2011.[cita requerida]
En el año 2012 fue nombrada Coordinadora de Proyectos del INAES, dependiente del Ministerio de Desarrollo Social de la Nación, tarea que desarrolló hasta el 2015.
Asimismo, en 2012 fue designada Directora Ejecutiva de la Cátedra Abierta de Economía Solidaria e Integración Latinoamericana de la Universidad Nacional de Rosario.
En las elecciones del 2015 formó parte de la lista de diputados nacionales de la provincia de Santa Fe por el Frente Para la Victoria. En ese mismo año, fue nombrada Asesora de la Red de Parlamentarios Cooperativistas del Senado de la Nación y en 2016, y Asesora de la Comisión de Cooperativas y Mutuales de la Cámara de Diputados de la Nación.[cita requerida]
En 2016 obtuvo su Diplomatura en ONU Mujeres Training Centre.[cita requerida]

## Experiencia institucional
Fue nombrada Secretaria del Comité Regional de Equidad de Género de la Alianza Cooperativa Internacional  -Cooperativas de las Américas- en septiembre de 2015. Desde allí impulsó la firma de un Pacto Cooperativo por la No Violencia de Género. Es presidenta del Comité de Equidad de Género de COOPERAR -Confederación Cooperativa de la República Argentina- desde febrero de 2015. Ocupa el cargo de Protesorera  de FEDESAM (Federación de entidades administradoras de Microcrédito) desde 2016. Se desempeña asimismo como vicepresidenta de FESCOE (Federación de Cooperativas de Electricidad de Santa Fe) desde marzo de 2018. Es titular de la Mesa Provincial Santa Fe IPES (Instituto Promoción de la Economía Social y Solidaria) desde 2014. Ocupa el cargo de vicepresidenta de la Cooperativa Eléctrica Ibarlucea Ltda. desde mayo de 2015.
En septiembre de 2020 se incorporó junto a Lola Sanjuán al Consejo Consultivo Mundial de SHE COOP, un movimiento feminista económico y social de autoayuda mundial que promueve activamente la participación de la mujer en las cooperativas en que también son consultoras Chris Herries, Mollie Moisan y Serife Korucan.

## Conferencias
Entre el 2011 y el 2015 realizó numerosas presentaciones tanto en el República Argentina como en el exterior, siempre vinculadas a la Economía Social, participación de la Mujer en el Cooperativismo, Igualdad y Perspectiva de Género y Concepto de Sororidad.
En 2016 se presentó en República Dominicana en el panel “Genero y Cooperativismo en América Latina” de Cooproenf y realizó una Exposición sobre avances en equidad de género en el sector cooperativo argentino en el marco de la Reunión de Consejo de Cooperativa de las Américas en Puerto Rico.
Se presentó en 2017 como expositora de Diálogo Cooperativismo Inclusivo  en la Conferencia regional ACI Américas en México. Participó en la exposición “Propuestas y Avances con enfoque de género en la legislación Cooperativa Argentina” de la  68.ª Reunión del Consejo de Administración de Cooperativas de las Américas en Chile en el mismo año. Se desempeñó como participante en un panel sobre "Mirada Latinoamericana sobre la Prevención y Tratamiento de las Violencias de Género " en Cali, Colombia. Fue Coordinadora del Taller “Incidencia, empoderamiento e innovación” en el encuentro "Equidad de Género: Cómo lograr la Incidencia y Liderazgo en la Cooperativa" de ACI Américas en Panamá.